# 雾山五行
《雾山五行》是中國奇幻武俠網路電視動畫影集，由林魂執導並與十七共同編劇。第一季《灼源神火篇》2020年7月26日起在bilibili獨家首播，共3集。2021年11月，公布了第二季《犀川幻紫林篇》的预告；第二季於2023年7月26日播出，共4集。

## 劇情
上古時期妖獸縱橫，一位神秘道人分別授予了陰陽五行的特殊能力給金木水火土五個家族來抵抗妖獸，他們將妖獸驅趕到神隱霧山之中並設立結界。但霧山之中另有被封印於巨闕神盾之中的強大麒麟獸，常常吸引來那些想要提升妖力突破結界的妖獸。某日，火行使者聞人翊懸為救其母私自打開了巨闕神盾，被解開封印的小麒麟趁機逃脫，這使整個妖獸界掀起了一股腥風血雨......

## 配音員

### 主要角色
- 郭盛配音闻人翊悬
- 郝祥海配音申屠子夜／嗔兽孔雀
- 叶知秋配音公仪楚人
- 常蓉珊配音容成墨熙

### 次要角色
- 藤新配音轩辕神君
- 阎么么配音苏小安
- 劉琮配音白义
- 宝木中阳配音山子
- 陈喆配音渠黄
- 邢凱新配音骅骝
- 圖特哈蒙配音麒麟

## 製作
動畫導演林魂早在《雾山五行》前就曾製作在網路獲得正面迴響的動畫短片《岁城璃心》（2014年），並在製作《雾山五行》後身兼多職。2016年12月31日，六道无鱼动画工作室在bilibili發布了一支《雾山五行》的短片，內容僅簡短了介紹故事設定和兩名主角的對打戲，但仍獲得觀看者們的好評。之後於2018年至2019年投入製作，其播放權最終由bilibili取得，作為該平台獨家播放的作品，首季共3集，次季共4集。

## 各话列表

### 第一季《灼源神火篇》
| 集數 | 標題     | 導演 | 編劇        | 上線日期      |
| ---- | -------- | ---- | ----------- | ------------- |
| 1    | 焕离神火 | 林魂 | 林魂 & 十七 | 2020年7月26日 |
| 2    | 嗔兽孔雀 | 林魂 | 林魂 & 十七 | 2020年8月2日  |
| 3    | 幻指结界 | 林魂 | 林魂 & 十七 | 2020年8月9日  |

### 第二季《犀川幻紫林篇》
| 集數 | 標題     | 導演 | 編劇        | 上線日期      |
| ---- | -------- | ---- | ----------- | ------------- |
| 4    | 蛊毒禍乱 | 林魂 | 林魂 & 十七 | 2023年7月26日 |
| 5    | 崅炎羈絆 | 林魂 | 林魂 & 十七 | 2023年8月2日  |
| 6    | 穷源溯流 | 林魂 | 林魂 & 十七 | 2023年8月9日  |
| 7    | 紫林魄殇 | 林魂 | 林魂 & 十七 | 2023年8月16日 |

## 反響
《雾山五行》首季播出後獲得普遍正面的評價，並在豆瓣等網站持得高分。

## 外部連結
- 豆瓣电影上《雾山五行》的資料 （简体中文）